# هانس كورت
هانس كورت (بالدنماركية: Hans Kurt)‏ هو ممثل دانمركي، ولد في 23 فبراير 1909 بالدنمارك، وتوفي في 19 أكتوبر 1968.

## وصلات خارجية
- هانس كورت على موقع IMDb (الإنجليزية)
- هانس كورت على موقع ميوزك برينز (الإنجليزية)
- هانس كورت على موقع قاعدة بيانات الأفلام السويدية (السويدية)
- هانس كورت على موقع ديسكوغز (الإنجليزية)
- هانس كورت على موقع قاعدة بيانات الفيلم (الإنجليزية)
- هانس كورت على موقع كينوبويسك (الروسية)